# Minna Lindgren
Pour les articles homonymes, voir Lindgren.
Minna-Liisa Gabriela Lindgren (née le 22 janvier 1963 à Helsinki) est une écrivaine et journaliste finlandaise.

## Biographie
Elle étudie 12 ans à l'Université d'Helsinki, se spécialisant en musicologie. 
À partir de 1986, elle travaille a Yleisradio comme journaliste, 
rédacteur en chef et responsable de programme.
Comme journaliste elle écrit des articles humoristiques et des articles sur la musique.

## Ouvrages

### Ouvrages en finnois
- (fi) Jean Sibeliuksen viulukonsertto : Alkuperäinen ja lopullinen versio (thèse), Helsinki, université d'Helsinki, 1993
- (fi) Musiikki on vakava asia, Helsinki, Loki-kirjat, 1998 (ISBN 952-9646-66-6)
- (fi) Pianon palkeilta orkesterin koskettimille, Helsinki, Éditions Tammi, 2002 (ISBN 951-31-2493-2)
- (fi) Leif Segerstam nyt!, Helsinki, Teos, 2005 (ISBN 951-851-022-9)
- (fi) Sivistyksen turha painolasti, Helsinki, Teos, 2011 (ISBN 978-951-851-147-5)
- (fi) Kuolema Ehtoolehdossa, Helsinki, Teos, 2013 (ISBN 978-951-851-505-3)
- (fi) Ehtoolehdon pakolaiset, Helsinki, Teos, 2014 (ISBN 978-951-851-584-8)
- (fi) Ehtoolehdon tuho, Helsinki, Teos, 2015 (ISBN 978-951-851-646-3)[2].

### Ouvrages traduits en français
- Minna Lindgren (trad. du finnois par Martin Carayol), Les Petits vieux d’Helsinki se couchent de bonne heure [« Ehtoolehdon tuho »], Paris, Calmann-Lévy, 2016, 320 p. (ISBN 978-2-7021-5707-7)
- Minna Lindgren (trad. du finnois par Martin Carayol), Les Petits vieux d’Helsinki font le mur [« Ehtoolehdon pakolaiset »], Paris, Calmann-Lévy, 2015, 380 p. (ISBN 978-2-7021-5706-0)
- Minna Lindgren (trad. du finnois par Martin Carayol), Les Petits vieux d’Helsinki mènent l’enquête [« Kuolema Ehtoolehdossa »], Paris, Calmann-Lévy, 2015, 352 p. (ISBN 978-2-7021-5705-3)

## Prix
- Prix Bonnier du journaliste (fi), 2009
- Prix de communication de l'église (fi), 2007
- Prix Eskon puumerkki de la Société Aleksis Kivi (fi), 2014